# Franz Schwechten

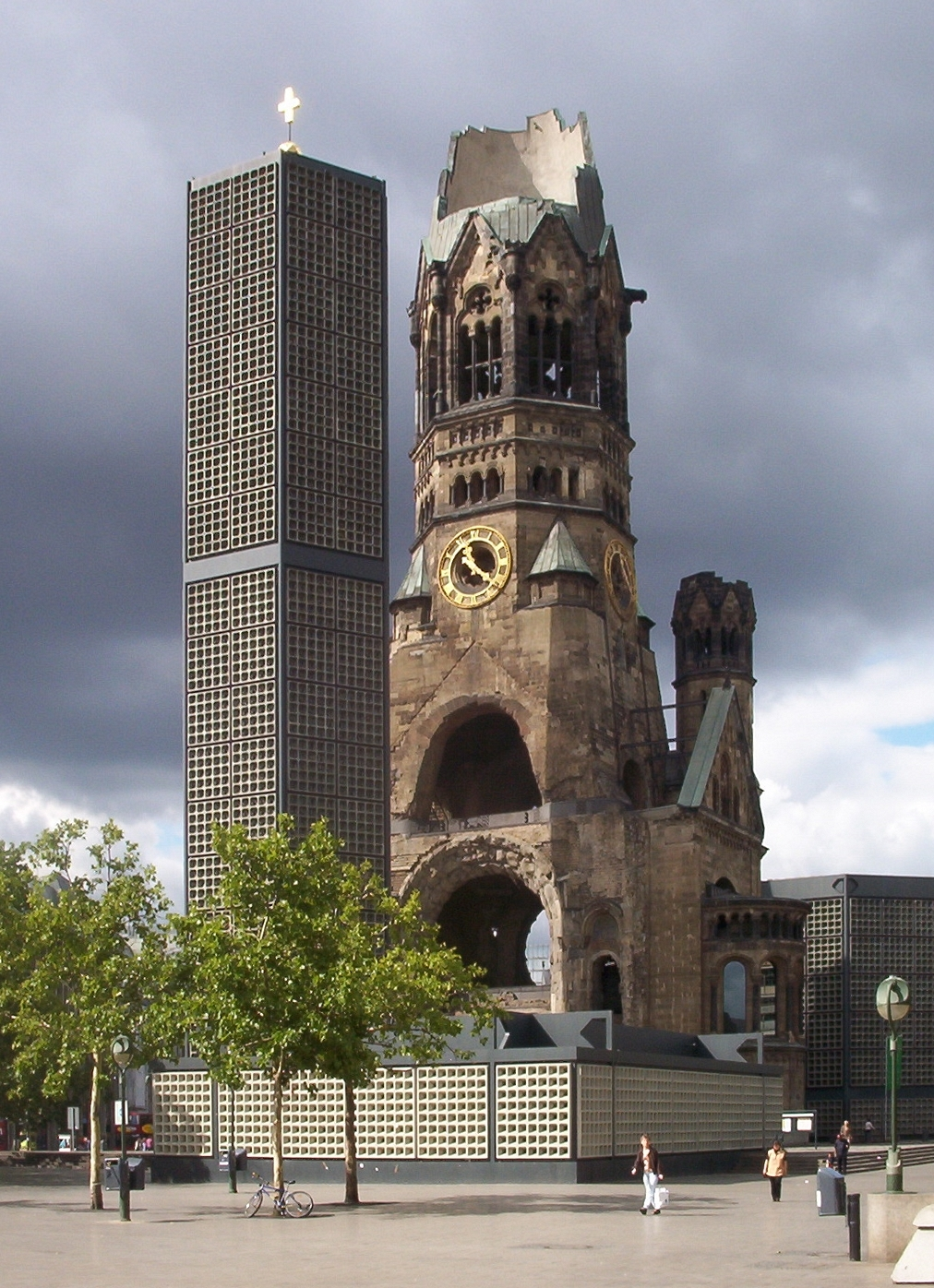
Ruiny Kaiser-Wilhelm-Gedächtniskirche

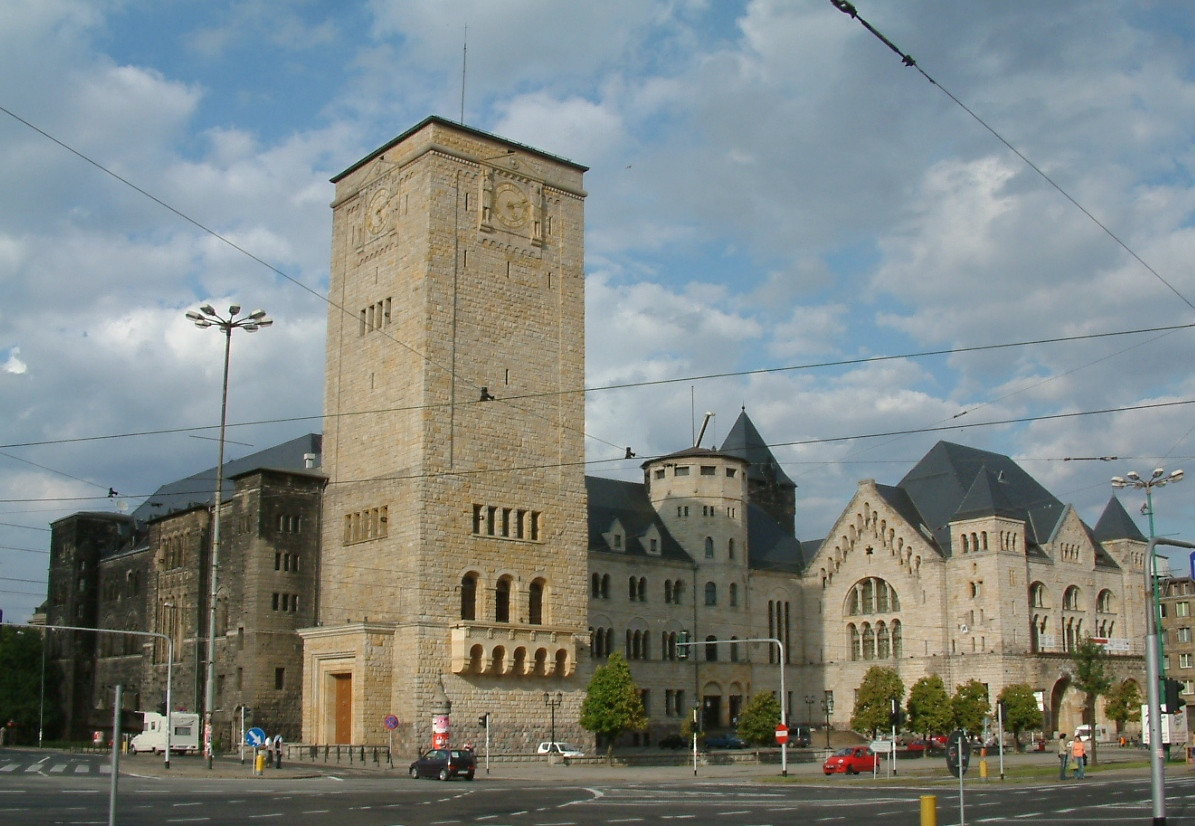
Zamek Cesarski w Poznaniu (wieża została częściowo zniszczona w 1945)

Franz Schwechten (ur. 12 sierpnia 1841 w Kolonii, zm. 11 sierpnia 1924 w Berlinie) – niemiecki architekt tworzący w stylu neoromańskim.

## Życiorys
W latach 1861–1869 studiował na berlińskiej Bauakademie ucząc się od takich profesorów jak Julius Raschdorff i Karl Bötticher. Po powrocie z rocznej podróży do Włoch rozpoczął własną praktykę. W latach 1871–1882 pracował jako architekt dla niemieckich kolei projektując kilka dworców kolejowych, w tym Anhalter Bahnhof (1875–1880). Zaprojektował również kilka mostów kolejowych, takich jak most na Renie w Moguncji (1880–1885) czy Hohenzollernbrücke (1907–1911) i Südbrücke (1907–1910) w Kolonii. Schwechten współpracował również z firmą AEG, projektując dla niej fabrykę przy Ackerstraße w Berlinie (1888–1890) oraz portal w kompleksie przy Brunnenstrasse (1897), także w Berlinie.
Jego osiągnięcia sprawiły, że został członkiem pruskiej Akademii Sztuk Pięknych i Akademii Budownictwa, zaś w 1902 otworzył własne atelier przy Technische Hochschule w Charlottenburgu.
Najbardziej znaną częścią twórczości Schwechtena są jednak jego projekty finansowane przez rząd. W 1890 jego projekt wygrał w konkursie na Kościół Pamięci w Berlinie (1891–1895, częściowo zniszczony w 1945), który stał się wzorem dla wielu późniejszych kościołów w Niemczech. Jest on również twórcą projektu Wieży Quistorpa w Szczecinie (1900–1904), Zamku Cesarskiego w Poznaniu wraz z Ziemstwem Kredytowym (1905–1910) oraz Grunewaldturm (1897–1898) w Teltow i kaplicy książąt Anhalt w Dessau-Roßlau (1898). Swój udział miał też w projekcie kaplicy grobowej rodziny baronów von Hohenfelds Heinzlów (1899–1903) na Starym Cmentarzu w Łodzi oraz kościoła św. Mateusza.